# تشارلز هندرسون (سياسي)
تشارلز هندرسون هو فلاح وسياسي كندي، ولد في 14 يناير 1883 في بانا في الولايات المتحدة، وتوفي في 11 ديسمبر 1957 في دودسلاند في كندا. حزبياً، نشط في الحزب الليبرالي الكندي. وقد انتخب عضو مجلس العموم الكندي.